# لا شاتر
لا شاتر (به فرانسوی: La Châtre) یک کمون در فرانسه است که در Canton of La Châtre واقع شده‌است.

## خصوصیات
لا شاتر ۶٫۰۶ کیلومترمربع مساحت و ۴٬۴۷۷ نفر جمعیت دارد و ۲۲۲ متر بالاتر از سطح دریا واقع شده‌است.

## خواهرخوانده
شهر اسپیلیمبرگو خواهرخواندهٔ لا شاتر هست.